# William Langanke
William Langanke († 7. August 1930 in der Ostsee) war deutscher Pilot und Flugsportler. 

## Leben
1923 fand Langanke eine Anstellung bei dem deutschen Flugzeughersteller Junkers & Co., wo er eine praktische Pilotenausbildung absolvierte. 1924 flog er als Pilot auf der Strecke Reval-Stockholm. 1925 übernahm er die Nachtflugstrecke Warnemünde-Stockholm.
Im Jahre 1926 nahm er am Deutschen Seeflug Wettbewerb mit einer Junkers W 33 D-921 teil und belegte den 2. Platz.
Langanke arbeitete ab 1927 für die Lufthansa.
Am 7. August 1930 verunglückte er als Pilot der W 33 D-1826 auf der Strecke Stockholm-Stralsund über der Ostsee. Seine Leiche wurde nie gefunden.

## Ehrungen
Die Stadt Magdeburg benannte zeitweise ihm zu Ehren eine Straße als Langankestraße. 1935 wurde die Junkers Ju 52/3m2e, 5429, sowie später die Junkers 52-3/m, 5740 nach ihm benannt.